# Hyde Park (Utah)

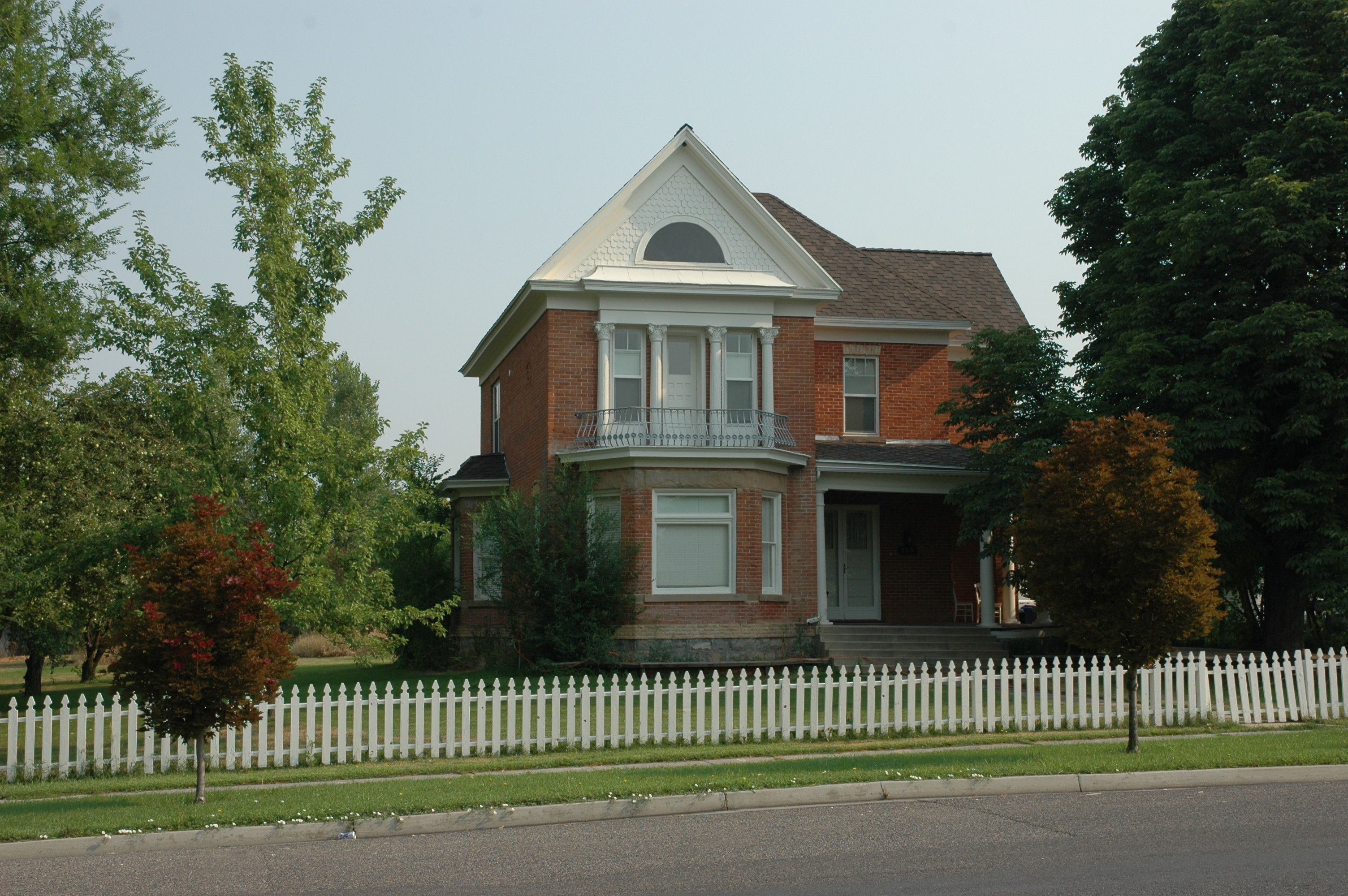
Foto de la localización de Hyde Park.

Hyde Park es una ciudad del condado de Cache, estado de Utah, Estados Unidos. Según el censo de 2000 la población era de 2.955. Se estima que en 2004 no ha habido cambios en la población, continuando con 2.955 habitantes. Está incluido en el área metropolitana parcial de estadística de Logan-Idaho.

## Geografía
Hyde Park se encuentra en las coordenadas 41°48′00″N 111°49′4″O / 41.80000, -111.81778.
Según la oficina del censo de Estados Unidos, la ciudad tiene una superficie total de 8,3 km². No tiene superficie cubierta de agua.
- Datos: Q483232
- Multimedia: Hyde Park, Utah / Q483232